# La Nature de la nature
 (novembre 2015).
Si vous disposez d'ouvrages ou d'articles de référence ou si vous connaissez des sites web de qualité traitant du thème abordé ici, merci de compléter l'article en donnant les références utiles à sa vérifiabilité et en les liant à la section « Notes et références ».

La Nature de la nature est le premier volume de l’œuvre d'Edgar Morin, La Méthode, paru en 1977. Il y déploie les fondements d'une pensée complexe en l'abordant sous un aspect physique. Son ambition est de permettre une interpénétration des disciplines par circularité capable d'engendrer un renouveau des idées.
L’œuvre, partant d'un constat d'échec et de dangerosité de la simplification fondatrice de la science classique, est articulée autour des concepts d'organisation, d'information et de boucle. D'origine physique, ces concepts sont introduits en biologie et en anthropologie car Edgar Morin cherche à inclure la production du savoir dans un processus physique, faisant de l'observateur un élément des phénomènes observés.
Le cœur de l'ouvrage est l'introduction de la complexité dans tous les domaines de pensée comme dans tout l'Univers. La pensée est conforme à l'Univers, elle est parsemée de rapports complexes qu'Edgar Morin définit comme des rapports à la fois complémentaires, concurrents et antagoniques. Penser de manière complexe, c'est articuler ces rapports comme ils le sont dans l'Univers.

## Ambition de l’œuvre
Le point de départ d'Edgar Morin est de refuser la simplification comme méthode d'appréhension du monde. Il déplore la direction prise par la science classique dans laquelle il voit une mutilation de la connaissance. Ainsi, la science héritée de Descartes, malgré des avancées certaines, produit des disjonctions qui appauvrissent la connaissance du monde en le mettant en coupes réduites, l'unité du monde se perd et nous nous excluons de nous-même de l'unité universelle.
La spécialisation des disciplines universitaires est la partie la plus apparente du paradigme de la simplification. Les relations entre la physique, la biologie et l'anthropo-sociologie sont brisées et la possibilité de percevoir le monde comme unité complexe est impossible. La recherche scientifique peine alors à établir des liens entre les éléments mis au jour. L'enjeu est aussi politique, voire anthropologique, dans la mesure où ce rapport au monde engendre la spécialisation chez les hommes, l'Etat peut alors se faire totalitaire. Le but d'Edgar Morin n'est pas de former un savoir encyclopédique, mais de tracer les voies vers une méthode capable de nous ouvrir les portes de la circulation des concepts d'un domaine à l'autre. Il y a de la physique dans l'anthropologie, il y a de l'anthropologie dans la physique. Cette recherche comporte des dangers. Le premier est de tisser un monde indiscernable. Le deuxième est de tomber dans un cercle vicieux et dans l'impossibilité d'obtenir une méthode génératrice d'innovation. Il faut au contraire rechercher une circularité génératrice entre des notions qui semblent antagoniques.
Les limites de la science classique initient l'élaboration de concepts qu'il faudra mettre en mouvement. Au cours du XXe siècle, la science classique, qui concevait l'Univers comme un ordre immuable et régulier, a buté sur l'apparition du désordre grâce à trois découvertes :
- le second principe de la thermodynamique : l'énergie tend à se dégrader. Le temps est donc irréversible
- la mécanique quantique qui introduit les probabilités dans la physique moléculaire
- l'éloignement progressif des galaxies : l'Univers doit avoir une origine et une fin

Il faut donc introduire le désordre dans le fonctionnement de l'Univers, il est indispensable à l'évolution du monde. Ordre et désordre sont indissociablement dans un rapport complexe.
Par ailleurs, Edgar Morin s'efforce à chaque étape de son parcours de maintenir la présence de l'observateur dans les phénomènes physiques. L'observateur doit aussi « s'observer s'observant ». Ainsi, chaque partie de l'ouvrage part de la physique pour arriver à la prise en compte de l'observateur et refermer la boucle. Le souci de boucler les phénomènes, les concepts et les parties du livre est constant.
Physique ↔ biologie ↔ anthropo-sociologie ↔ physique

## L'organisation active
Il est impossible de résoudre la question du commencement. Une tentative de dépasser le problème est de considérer que le monde se crée et se détruit dans le même temps et à chaque instant. Edgar Morin reprend la théorie des catastrophes de René Thom de telle manière qu'ordre et désordre sont consubstantiels ; ils coexistent en permanence et se nourrissent l'un l'autre dans un processus de morphogenèse. Le désordre est certes généralisé, mais il est également source d'ordre. Les molécules ne sont-elles pas le résultat de rencontres fortuites d'atomes dans les étoiles ? L'ordre arrive à se faire une place localement et à se maintenir une fois formé. Il s'étend peu à peu. Il existe donc un grand jeu, dont l'issue est incertaine, entre l'ordre et le désordre dans l'Univers. Ce dernier va-t-il se décomposer sous l'effet de l'entropie ou va-t-il se stabiliser en un système invariable ?
Car ordre et désordre sont au centre d'un processus qui les lie. Il s'agit de l'organisation, processus d'agencement des éléments semblant mener irrésistiblement vers plus d'ordre, mais aussi processus se nourrissant lui-même de désordre, engendrant également du désordre. Pour comprendre cela, il faut revenir au concept de système.
Edgar Morin identifie le système comme une unité ayant ses propres propriétés. Il est composé d'éléments liés les uns aux autres dans un agencement qui forme un tout. Il existe dès lors une dialectique des rapports entre le Tout et ses parties. Ainsi, l'agencement va produire l'émergence de propriétés nouvelles tant à l'échelle du Tout que des parties, le Tout peut donc être plus que la somme des parties, mais aussi les parties sont transformées par l'existence du Tout. De même, l'agencement particulier va provoquer des pertes dans le Tout et dans les parties. L'organisation crée donc une discontinuité entre ordre et désordre.
Un système est une unité complexe où sont maintenus ensemble des composants qui doivent à la fois rester distincts de par leur fonction, mais aussi s'abandonner à l'organisation pour en assurer la pérennité. Le système n'est viable que si les forces grégaires sont plus fortes que les forces dissipatives. Le soleil maintient l'équilibre entre gravitation et explosion, la société maintient une cohérence malgré l'individualisme.
L'Univers est un ensemble de systèmes imbriqués les uns dans les autres de telle sorte qu'il est difficile de faire des découpes dans le réel. Quel est le système pertinent pour l'étude ? De même pour les idées, elles ne sont pas clairement déterminées, elles sont enchevêtrées. Il faut donc se séparer de méthode fondées sur l'individualisme ou l'holisme pour aller vers une pensée complexe ou parties et Tout sont interdépendants.
La notion d'organisation nous met sur la voie. L’organisation est « la liaison des liaisons », c'est elle qui maintient les interactions, crée de l'ordre et du désordre, produit l'équilibre entre ouverture et fermeture. C'est une notion circulaire puisqu'elle se produit elle-même, ces effets sont ce qui la constitue.
Edgar Morin dégage ensuite le concept d'organisation active à partir de la cybernétique. La machine artificielle a donné un modèle d'interprétation du monde que la cybernétique a étendu à d'autres domaines. Il faut renverser la perspective : les machines artificielles apparaissent en dernier lieu, elles sont des machines particulières. Les machines sont des systèmes singuliers qui « effectuent des transformations, des productions ou des comportements en vertu d'une compétence organisationnelle ». Dès lors, la machine est une organisation autonome et active, ce qui en fait un concept très large. Le soleil, les êtres vivants, les sociétés ou l'Etat sont des machines, même s'ils ne peuvent être réduits à cette idée.
Le principe actif qui constitue la machine est la boucle. Les boucles sont très répandues : tourbillons, circulation sanguine ou routière. Ce principe permet une circulation générative car à chaque cycle quelque innovation peut survenir, l'état final n'est pas simplement le retour à l'état initial, il y toujours un léger décalage. La machine a alors la capacité de se régénérer elle-même, de se réorganiser en permanence pour lutter contre l'entropie. Elle peut maintenir un état stationnaire qui n'est pas stable, en biologie on parle d'homéostasie. La machine vivante se reproduit elle-même par reproduction de ses composants. Ainsi, désorganisation et réorganisation sont production-de-soi au sein d'un environnement à la fois nourricier et destructeur. La machine naturelle, ou organisation active, contrairement à l'artefact, produit donc son existence, elle est pourvue de poïesis, pourvue de la capacité de se générer et de se régénérer.
La cybernétique a abordé un autre aspect des machines artificielles, elle a lié communication et commande dans un rapport de subordination. L'ordinateur, centre de décision, donne des instructions à la machine qui exécute. Edgar Morin, dégage la notion d'appareil pour prendre en compte les communications au sein de la machine, mais par rapport à la cybernétique, il va dissoudre la notion de commande. Contrairement à ce qui se passe dans l'artefact, l'appareil n'est pas dissocié de la machine naturelle, il fait corps avec elle de telle façon que les deux se fondent en une unité. L'appareil est dans un rapport de centralisation de l'information mais il est aussi tributaire des parties qu'il dirige. Cette place particulière peut le faire glisser vers le totalitarisme ou permettre une certaine autonomie des parties, sous la forme, par exemple, de libertés individuelles. C'est l'émergence de l'appareil qui fait la séparation entre la machine physique et la machine vivante. Cette dernière est capable d'autopoïèse, la capacité d'un système à se régénérer lui-même en interaction avec son environnement.
La notion de machine, ou organisation active, nous permet de disposer d'une théorie qui traverse les trois domaines de connaissance identifiés. On peut alors articuler les trois domaines puisqu'ils ne sont plus hermétiques, tout n'est pas physique, tout n'est pas social.

« ce n'est pas seulement l'idée sociale de machine qui doit se référer à la réalité physique de la machine; c'est aussi l'idée physique de machine doit se référer à la réalité de la machine sociale »

— La Nature de la nature, 
Les trois domaines peuvent être articulés en un méta-système grâce à la boucle récursive et génératrice que nous avons trouvée en chemin. La méthode recherchée doit s'inspirer de ces découvertes, elle doit se fonder sur une circulation récursive et rotative des concepts.

« Cette rotation nous amène à physicaliser nos notions, puis à les socialiser, puis les rephysicaliser, puis les resocialiser et ainsi de suite à l'infini. Il nous semble que ce soit non pas un cercle vicieux, mais une praxis productive, précisément parce que nous avons vu que la boucle récursive de la production-de-soi, à condition d'être ouverte, c'est-à-dire nourrie, est le contraire du cercle vicieux »

— La Nature de la nature, 

## Information et néguentropie
L'organisation est aussi ce qui lie information et néguentropie
L'organisation active est une parcelle de néguentropie dans l'océan d'entropie qu'est l'Univers. Comme elle est productrice d'elle-même, elle agit pour sa propre génération. Néanmoins, l'état stationnaire n'est pas un état stable, il y a aussi à ce niveau continuelle interaction entre ordre et désordre : la néguentropie est également productrice d'entropie, par les apports extérieurs, mais aussi par propre épuisement qui mène indéfectiblement à l'extinction de l'organisation. La relation entre néguentropie et entropie est une instabilité générative.
Par ailleurs, et encore en décalage avec la cybernétique, l'information est envisagée par Edgar Morin au-delà de ses propriétés programmatiques. D'origine anthropomorphe, l'information est une notion qui a ces racines dans la physique, elle naît avec les êtres vivants. La genèse de l'information doit être recherchée dans l'organisation biologique, elle est constitutive de la vie. La vie est le fruit d'un long processus durant lequel des éléments physiques ont peu à peu pris une autonomie propre. Certaines molécules ont établi des rapports symbiotiques qui les ont renforcées au sein de leur environnement. La sélection physique fait émerger des molécules capables de rapports stimuli-réponses à partir d'échanges chimiques. Cette complexification initie alors des boucles récursives dont l'effet est d'améliorer la réorganisation. L'entropie baisse localement. Peu à peu se forme un alphabet sur lequel le langage de la vie va s'articuler : l'ADN. Il existe alors un code qui remplit des fonctions d'archivage et de programmation et permet l'évolution des espèces. Un appareil se met en place, il peut désormais donner des fonctions précises à des cellules vivantes, alors même qu'elles sont porteuses de l'ensemble du code. Dès lors « l'appareil organise l'organisation qui organise l'appareil » dans un processus génératif.
On voit que l'information est intimement liée à la néguentropie, elle est générative et permet une plus grande efficacité de l'organisation. Elle va apporter des innovations dont l'aboutissement actuel est la société humaine dotée d'une sphère noologique, celle des phénomènes spirituels. Les idées sont le fruit de cette lente évolution de la vie, elles suivent les mêmes règles d'évolution auxquelles la méthode recherchée doit se conformer. La survie des idées dépend de leur capacité à produire de la néguentropie. Imaginaire et réel sont aussi liés par des rapports récursifs.
L'information est soumise à diverses relativités. D'une part, sa qualité dépend de la relation entre émetteur et récepteur, elle ne devient consistante que si le récepteur perçoit le message. Détient-il le bon code ? Et s'il le détient, adopte-t-il le bon angle de vue ? Le bruit n'est-il pas en mesure de corrompre le message, la redondance est-elle suffisante ou trop importante ? D'autre part, et surtout, le récepteur, ou observateur, n'est pas en surplomb comme le pensait Laplace. Il est inclus dans l'objet qu'il observe, le rapport qu'il adopte conditionne l'observation. On peut résoudre ce problème en établissant une correspondance entre la tétralogie physique (désordre, interactions, ordre, organisation physique) et la tétralogie psychique (bruit, information, redondance, organisation psychique). Chaque tétralogie est parcourue par une boule récursive et générative interne. Aussi, la physis a des traductions dans les systèmes théoriques, et la psyche a des traductions dans des systèmes physiques car son support, le cerveau, est matériel. Il faut prendre en compte ces correspondances dans le rapport que l'observateur, ou sujet, entretient avec son objet. La connaissance est une relation entre sujet et objet.
On entrevoit que la connaissance est à la fois matérielle et idéelle. Elle est produite dans un cadre social particulier, lui-même soumis aux mêmes phénomènes d'entropie/néguentropie. Pour éviter de tourner en rond dans une boucle fermée, il faut encore une fois prendre de la hauteur et déployer un méta-système où

« l'observateur s'observe observant son observation »

— La Nature de la nature, 

## Naissance de la pensée complexe
Edgar Morin déplore que la science classique ait désenchanté le monde, qu'elle ait fait disparaître les Dieux, les génies et les esprits qui le peuplaient, qu'elle ait fait perdre son unité à un Univers dans lequel nous sommes incorporés. La pensée complexe peut nous permettre de reformer cette unité perdue. Elle nous ouvre la possibilité de lier des notions qui n'étaient envisagées que comme antagoniques. Esprit/Corps, Homme/Animal, Culture/Nature sont désormais des oppositions obsolètes en tant que telles. Les notions sont toujours dans des relations complexes comme peuvent être les éléments de la physis.
Ainsi, la physis est généralisée, elle est la base. La culture, la pensée ont une base physique qu'il faut inclure dans nos manières de penser. L'homme est une organisation active tant par son corps que par son esprit, ses sociétés et son espèce. Il nous faut considérer que notre nature est la tétralogie physique de telle sorte que :
«la Nature de la nature est notre nature. Notre déviance même, par rapport à la Nature, est animée par la Nature de la nature»
La complexité est partout car elle est à la base. La simplification ne doit plus être au centre de la méthode, mais en être un appendice. Il faut l'inclure dans le méta-système, dans la méta-boucle de la connaissance pour qu'elle ne soit plus la barbarie de notre civilisation.